# Karoline Hemmsen
Karoline Knudsen Hemmsen (født 26. juli 1988 i Vejen) er en cykelrytter fra Danmark, der kører for Cykling Odense. Hun er uddannet kiropraktor.